# Karaievîci (Horodok), Rivne
Karaievîci (în ucraineană Караєвичі) este un sat în comuna Horodok din raionul Rivne, regiunea Rivne, Ucraina.

## Demografie
Componența lingvistică a localității Karaievîci
     Ucraineană (100%)
Conform recensământului din 2001, toată populația localității Karaievîci era vorbitoare de ucraineană (100%).